# مهارکنندگان پمپ پروتونی

فرایند فعال شدن پی پی آی‌ها

مهارکنندگان پمپ پروتونی به اختصار (پی‌پی‌آی) (به انگلیسی: Proton-pump inhibitors) (PPI) گروهی از داروها هستند که وظیفهٔ اصلی شان در بدن کاهش پایدار اسید معده است؛ آن‌ها قوی‌ترین گروه در میان داروهای متشابه هستند. اختراع این گونه از داروها در اوایل سال ۱۹۷۰ میلادی و با کشف وجود پروتئین‌های غشائی حامل پروتون در دیوارهٔ معده و تأثیر آن‌ها بر ترشح اسید در معده حاصل شد. پی پی آی‌ها گروه قدیمی از داروهای مشابه اما با عملکرد گوناگون به نام ضد اچ ۲ها با تأثیر کمتر را جایگزین کردند. این دسته از داروها یکی از پرفروش‌ترین داروها در جهان اند و در کل مؤثر دانسته می‌شوند.
عملکرد پی‌پی‌اچ‌ها شامل اتصال به پمپ نهایی ترشح پروتون (به انگلیسی: the H+/K+ ATPase, or, more commonly, the gastric proton pump) به‌صورت دائم است و دیگر از آن جدا نمی‌شود، هرچند سلول‌های مربوط این ناکارآمدی را با تولید پمپ‌های جدید جبران می‌کنند که معمولاً دوباره با دوز بعدی دارو، از کار می‌افتند، این روند ترشح اسید معده (تا ۹۹ درصد) را کاهش می‌دهد.
البته استفادهٔ متداوم و زیاد از این دسته از داروها می‌تواند منجر به شکنندگی و پوکی استخوان‌ها و کاهش ویتامین بی و منیزیم در بدن شود، همچنین می‌تواند منجر به بروز حساسیت نسبت به برخی غذاها به ویژه غذاهای حاوی پروتئین شود زیرا از ترشح آنزیم‌هایی که پروتئین را تجزیه می‌کرده‌اند جلوگیری می‌کند. برخی عوارض استفادهٔ کوتاه مدت از این داروها شامل سردرد، تهوع، شکم درد، سرگیجه و بی حالی هستند.
اکثر داروهای مهارکننده‌های پروتون پمپ به دلیل مهار بعضی از آنزیم‌های خانواده سیتوکروم P450 با داروهای دیگر تداخل دارند از جمله آنها: بنزودیازپین‌ها (مانند دیازپام، کلونازپام و میدازولام)، وارفارین، کلوپیدوگرل، ترامادول، اکسی‌کدون، سرترالین و اسیتالوپرام و …
داروهای مهار کننده پمپ پروتون
1. امپرازول
2. لانسوپرازول
3. Pantoprazole
4. Rabeprazole
5. و …

- آلومینیم هیدروکسید
- لوپرامید
- سوکرالفیت
- اسید معده
- داروشناسی
- انتقال فعال سلولی
- پروتئین غشائی
- یاخته جداری